# Gerbosari
Gerbosari is een bestuurslaag in het regentschap Kulon Progo van de provincie Jogjakarta, Indonesië. Gerbosari telt 4109 inwoners (volkstelling 2010).